# Phaonia crassicauda
Phaonia crassicauda är en tvåvingeart som beskrevs av Xue, Chen och Liang 1993. Phaonia crassicauda ingår i släktet Phaonia och familjen husflugor.
Artens utbredningsområde är Liaoning (Kina). Inga underarter finns listade i Catalogue of Life.